# Ghaziabad (Kunar)
Ghaziabad är ett distrikt i Afghanistan. Det ligger i provinsen Kunar, i den nordöstra delen av landet, 210 kilometer öster om huvudstaden Kabul.
Distriktet beräknades år 2022 ha cirka 22 000 invånare.